# Religioni in Oman
La religione più diffusa in Oman è l'islam. I censimenti non rilevano l'appartenenza religiosa della popolazione, ma secondo una statistica del 2010 i musulmani rappresentano circa l'89,9% della popolazione; il 3,3% circa della popolazione segue il cristianesimo e il 6,8% circa della popolazione segue altre religioni. Secondo una stima del 2010 del Pew Research Center, i musulmani sono l'85,9% della popolazione; il 6,5% della popolazione segue il cristianesimo, il 5,5% della popolazione segue l'induismo e il restante 2,1% della popolazione segue altre religioni o non segue alcuna religione. Una stima del 2015 dell'Association of Religion Data Archives (ARDA) dà i musulmani al 91% circa della popolazione; il 4% della popolazione segue il cristianesimo, il 4,8% della popolazione segue altre religioni e solo lo 0,2% circa popolazione non segue alcuna religione.

## Religioni presenti

### Islam
Il 90% dei musulmani omaniti è equamente diviso tra sunniti e ibaditi; è presente anche una minoranza di sciiti.

### Altre religioni
In Oman risiedono molti stranieri provenienti dall'Asia, che praticano le religioni orientali; tra queste, la maggiormente seguita è l'induismo, praticato dal 5,5% della popolazione. Il 2% circa della popolazione segue altre religioni tra cui il buddhismo, il sikhismo, il bahaismo e l'ebraismo.